# 津島村 (愛媛県)
津島村（つしまむら）は、1889年（明治22年）から1895年（明治28年）まで愛媛県の南部北宇和郡にあった村。高近村と岩松村とに二分し、自治体としては短期間でその歴史を閉じた。
分村の原因やその経緯については高近村の記事を参照。

## 地理
地名としての「津島」は鎌倉時代からみられ、宇和荘の一部であったとされている。当地のみならず広い範囲の地域であったとされている。
中世から当地一帯の呼称として「津島郷」があったが、1955年（昭和30年）の昭和の大合併にて1町5村が合併し「津島町」が発足し、地名としての「津島」が正式によみがえった形となった。

## 沿革
- 1889年（明治22年）12月15日 - 町村制施行に伴い北宇和郡岩松村、近家村、高田村が合併し、津島村が発足。
- 1895年（明治28年）7月1日 - 村域を二分割してそれぞれ村制施行し、大字高田・近家は高近村に、大字岩松は岩松村となり消滅。